# 坎德尔
坎德尔（德語：Kandel，發音：[ˈkandl̩] ⓘ）是德国莱茵兰-普法尔茨州盖默斯海姆县的城市，面积26.69平方千米，2023年12月31日人口为9,400人。